# Chrotogonus senegalensis
Chrotogonus senegalensis is een rechtvleugelig insect uit de familie Pyrgomorphidae. De wetenschappelijke naam van deze soort is voor het eerst geldig gepubliceerd in 1877 door Krauss.